# Meristotropis paucifoliolata
Meristotropis paucifoliolata là một loài thực vật có hoa trong họ Đậu. Loài này được (Hance) Kruganova mô tả khoa học đầu tiên năm 1955.